# Corythaica acuta
Corythaica acuta är en insektsart som först beskrevs av Drake 1917.  Corythaica acuta ingår i släktet Corythaica och familjen nätskinnbaggar. Inga underarter finns listade i Catalogue of Life.